# Медаль Эдуарду Гомеша
Медаль Эдуарду Гомеша (порт. Medalha Eduardo Gomes) — ведомственная награда Министерства обороны Бразилии, учреждена Законом № 7.243 от 6 ноября 1984 года.
Посвящена Покровителю Военно-воздушных сил Бразилии маршалу авиации Эдуарду Гомешу.

## Статут
Медалью награждаются курсанты и слушатели высших учебных заведений ВВС Бразилии за отличную учёбу и успехи в интеллектуальной деятельности на благо развития бразильских ВВС.
В отдельных случаях медалью могут награждаться ветераны ВВС и другие лица за особый вклад в развитие авиации Бразилии и совершенствование учебно-методической базы образовательных учреждений.